# Арнальди, Маттео
Маттео Арнальди (род. 22 февраля 2001, Сан-Ремо, Лигурия) — итальянский профессиональный теннисист. Победитель Кубка Дэвиса 2023 года. Чемпион Средиземноморских игр 2022 года в мужском парном разряде.

## Спортивная карьера
Арнальди дебютировал в основной сетке турниров ATP-тура на Мастерсе в Риме в 2022 году, получив wildcard на участие в основной сетке в одиночном и парном разряде. В этом же году выиграл свой первый титул «Челленджер» на Международном теннисном турнире в Абруццо, победив в финале Франческо Маэстрелли.
После того, как Хольгер Руне отказался участвовать в финале ATP Next Generation Finals 2022 года, Арнальди получил право сыграть, но уступил во всех трёх матчах. В 2022 году стал победителем Средиземноморских игр в мужском парном разряде.
На Открытом чемпионате Мадрида 2023 года, первом турнире серии «Мастерс» для итальянца, Маттео выиграл свой первый матч у француза Бенуа Пэра. Затем он обыграл 4-ю ракетку мира и третьего сеяного Каспера Рууда в двух сетах и впервые в карьере вышел в третий раунд «Мастерса».
Арнальди получил уайлд-кард для участия в основной сетке турнира Открытого чемпионата Италии, где в первом раунде победил Диего Шварцмана.
В мае 2023 года дебютировал на турнирах Большого шлема, пройдя квалификацию на Открытый чемпионат Франции. Здесь жне одержал первую победу на Больших шлемах, обыграв в первом круге Даниэля Элахи Галана. Через несколько недель дебютировал на Уимблдонском чемпионате.
В Умаге Арнальди обыграл Йеспера де Йонга, Флавио Коболли и первого сеяного Иржи Легечку, выйдя в свой первый полуфинал на турнирах ATP. В борьбе за решающий матч уступил будущему чемпиону Алексею Попырину.
На турнире в Торонто Арнальди прошел квалификацию и одержал свою первую в истории победу на «Мастерс 1000» на хардовых кортах, переиграв в первом раунде канадского теннисиста Вашека Поспишила, а во втором уступил 3-й ракетке мира Даниилу Медведеву.
На Открытом чемпионате США Арнальди дошёл до четвертого раунда, по ходу соревнования одержал победы над Джейсоном Кублером, Артюром Фисом в пяти сетах и 16-м сеяным Кэмероном Норри. В четвёртом раунде уступил Карлосу Алькарасу.
В конце 2023 года в составе Италии Арнальди выиграл Кубок Дэвиса.
В 2024 году итальянец одержал свою первую победу на Открытом чемпионате Австралии, победив Адама Уолтона, но легко уступив уже во втором раунде в трёх сетах Алексу Де Минору.
В начале грунтового сезона, на Открытом чемпионате Барселоны 2024 года Маттео дошел до четвертьфинала, обыграв Артюра Казо и выбыв из борьбы двух аргентинцев: Себастьяна Баэса и участника квалификации Марко Трунгеллити.
В мае 2024 года, на Открытом чемпионате Франции по теннису, Арнальди принял участие в основной сетке турнира. В первом раунде обыграл 29-го сеянного Артюра Фиса из Франции, затем переиграл француза Александра Мюллера, а в третьем раунде одолел Андрея Рублёва. Выйдя в четвёртый круг на турнире Большого шлема, итальянец повторил своё достижение.

## Рейтинг на конец года
| Год  | Одиночный рейтинг | Парный рейтинг |
| 2023 | 44                | 576            |
| 2022 | 134               | 320            |
| 2021 | 363               | 957            |
| 2020 | 998               | 761            |
| 2019 | 1285              | 726            |

## Выступления на турнирах

### Финалы турнировATPв одиночном разряде (0)

#### Победы (0)
| Легенда                     |
| --------------------------- |
| Турниры Большого шлема (0)* |
| Итоговый турнир ATP (0)     |
| ATP Мастерс 1000 (0)        |
| АТР 500 (0)                 |
| АТР 250 (0)                 |

| Титулы по покрытиям | Титулы по месту проведения матчей турнира |
| ------------------- | ----------------------------------------- |
| Хард (0)            | Зал (0)                                   |
| Грунт (0)           | Зал (0)                                   |
| Трава (0)           | Открытый воздух (0)                       |
| Ковёр (0)           | Открытый воздух (0)                       |

* количество побед в одиночном разряде.